# Kazuja Maekava
Kazuja Maekava (japonsko 前川 和也), japonski nogometaš, * 22. marec 1968.
Za japonsko reprezentanco je odigral 17 uradnih tekem.